# Молочний шоколад
Молочний шоколад — це форма твердого шоколаду, що містить какао, цукор і молоко. Найбільш споживаний вид шоколаду, з якого виготовляють різноманітні плитки, батончики та інші кондитерські вироби. На відміну від чорного, молочний шоколад містить менше сухих частинок какао, але, як і білий, містить сухі частки молока. У минулому молочний шоколад радили вживати як здорову їжу, особливо для дітей. Нещодавні дослідження довели, що молочний шоколад містить корисні для здоров'я антиоксиданти.
Основні виробники молочного шоколаду — компанії Ferrero, Hershey, Mondelez, Mars і Nestlé. На них припадає понад половина світового виробництва шоколаду. Хоча чотири п'ятих усього молочного шоколаду продають у США і Європі, обсяги споживання в Китаї та Латинській Америці дедалі більші.
Протягом доколубмової доби шоколад спочатку продавали та споживали як напій. Слово «шоколад» виникло в англійській мові приблизно 1600 року, що насамперед позначало чорний шоколад. Терміном «молочний шоколад» уперше називали напій, привезений до Лондона з Ямайки в 1687 році. У 1875 році швейцарський винахідник Даніель Петер успішно поєднав какао і згущене молоко. У результаті цього експерименту винайдено плитковий молочний шоколад. У 1879 році підприємець Рудольф Ліндт розробив процес коншування для виробництва шоколаду. Після цього Швейцарія швидко розвивалася як центр виробництва і експортер цього продукту на міжнародний ринок. Поява брендів Milka, Cadbury Dairy Milk і Hershey на початку ХХ століття призвела до різкого зростання світового споживання какао. Молочний шоколад поєднували з іншими інгредієнтами, наприклад, нугою, щоб створювати різноманітні батончики, зокрема Toblerone у 1908 році, Goo Goo Cluster у 1912 році та Kit Kat у 1935 році. У 2018 році ринок молочного шоколаду становив 63,2 мільярди доларів.

## Історія
Слово «шоколад» уперше вжито в англійській мові близько 1600 року. Воно походить від слова мови ацтеків науатль, xocolātl, що виникло від юкатанського слова chocol, тобто «гарячий», і слова мови науатль «atl» — «вода». Невдовзі виник вислів «молочний шоколад», що позначав напій із шоколаду, змішаного з молоком.
У 1687 році Ганс Слоун, ірландський лікар і колекціонер, представив цей напій у Лондоні, побачивши, як його смакують жителі Ямайки. Звідти молочний шоколад потрапив спочатку до Франції, де аптекар Людовика XVI Сюльпіс Дебо представив напій двору, а в 1834 році до США.
Тим часом у Дрездені Німецької Конфедерації у компанії Jordan & Timaeus розробили механізм для виробництва твердого шоколаду за допомогою пари. 23 травня 1839 року вони рекламували твердий шоколад, що містить молоко, назвавши його «паровим шоколадом» (Dampfchocolade).

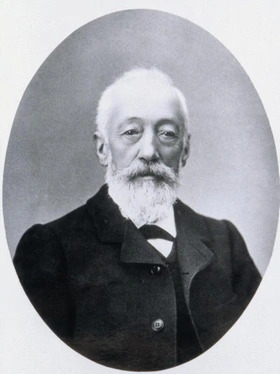
Даніель Петер, швейцарський шоколатьє, який поєднав шоколад і молоко

У 1875 році швейцарський підприємець і шоколатьє Даніель Петер, який проживав у місті Веве, вперше успішно поєднав терте какао, какао-масло та цукор зі згущеним молоком, що створив його сусід і друг Анрі Нестле, для виробництва молочного шоколаду.
Цей процес удосконалив інший швейцарський шоколатьє, Рудольф Ліндт, який у 1879 році розробив процес коншування. Однак оригінальний рецепт розроблено лише після багатьох років доопрацювання. У 1887 році Даніель Петер запустив торгівельну марку Gala Peter, що з грецької означає «молоко». Метод виробництва був успішний: молоко не тільки пом'якшило гіркоту шоколаду та покращило його смак, але і знизило собівартість виробництва завдяки меншому вмісту какао. Як наслідок, рецепт Петера почали використовувати інші виробники: Cailler і Kohler. У 1898 році Cailler відкрив свою нову фабрику в громаді Брок у Швейцарії, де почали масово виробляти молочний шоколад. Петер також відкрив більшу фабрику в місті Орб у 1901 році.
Того ж року було запущено торгову марку Milka. Шоколадна промисловість Швейцарії також розширилася наприкінці XIX століття завдяки компаніям Frey і Tobler. Після цього Швейцарія незабаром домінувала на ринку шоколаду. Виробництво різко зросло, і до 1905 року країна виробляла понад 15 тис. тонн шоколаду, значну частину якого експортували.

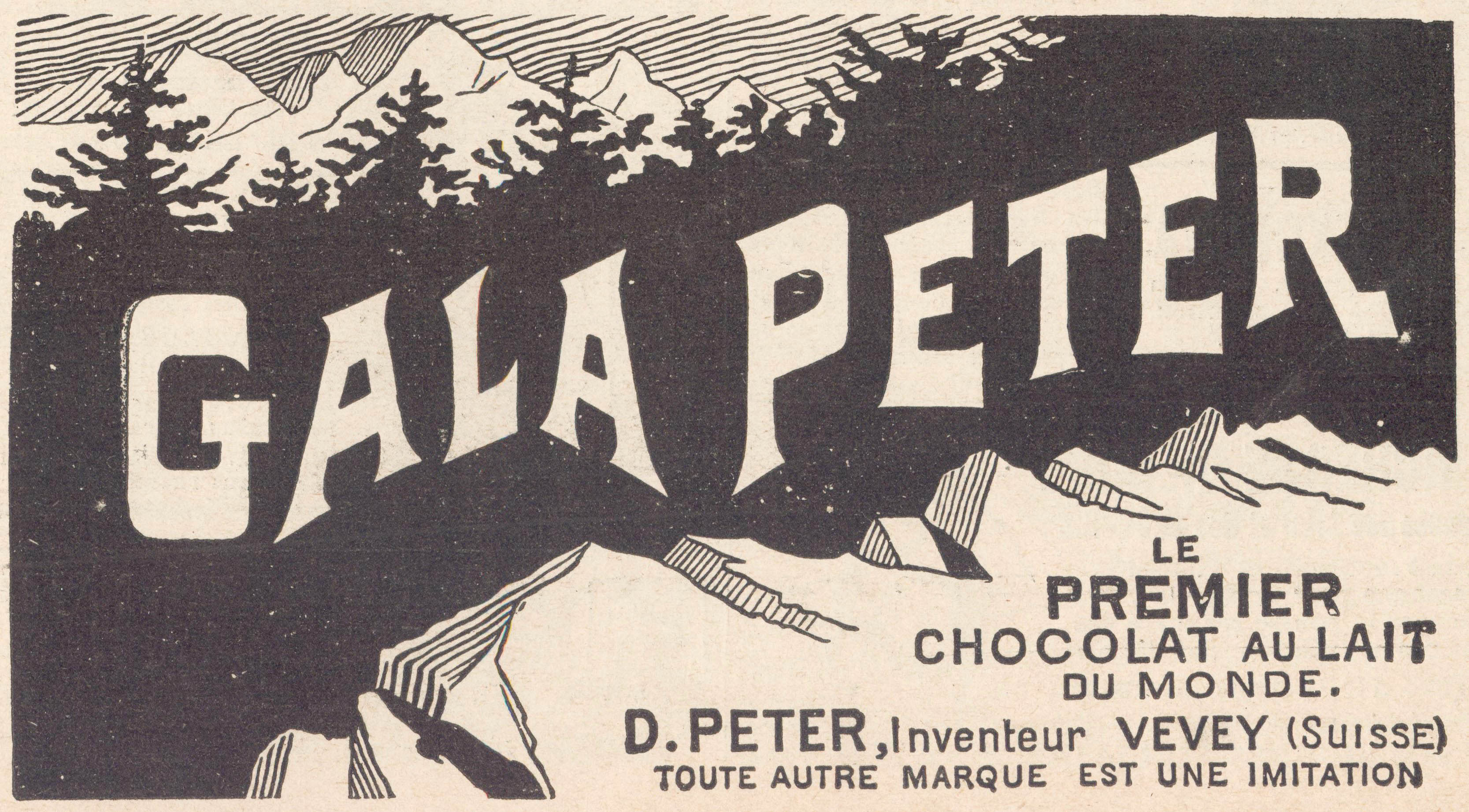
Реклама компанії Gala Peter 1905 року: «Перший у світі молочний шоколад»

Тим часом за межами Швейцарії відбувалися інші події. У 1905 році домінування Швейцарії стало викликом для англійської компанії Cadbury Dairy Milk. Хоча раніше за межами Швейцарії виробляли молочні шоколадні цукерки, їхня якість була нижчою за швейцарські сорти, і, як наслідок, вони не мали попиту. Натомість продукція компанії Dairy Milk швидко здобула популярність і до 1920-х років стала найпопулярнішою маркою шоколаду у Великобританії.
У 1900 році підприємець Мілтон Херші представив перший батончик Hershey, що став надзвичайно популярним у США. Спочатку він був доступний лише в Пенсільванії, але у 1906 році його продавали у всій країні. Шоколад набув популярності особливо після Першої світової війни, коли шоколадні плитки стали частиною меню в армії США.
До 1911 року молочний шоколад за рецептом Петера становив половину світового споживання шоколаду. Молочний шоколад став еталоном того, яким, на думку громадськості, повинен бути шоколад.
У результаті того, що шоколад набув популярності, особливо серед робітників і представників середнього класу, споживання какао почало швидко зростати; світовий попит зріс на 800 % між 1880 і 1900 роками. Щоб задовольнити ці потреби, виробництво какао розширилося, особливо в Західній Африці, де на початку ХХ століття почали масово культивувати сорт Форастеро. Незважаючи на те, що боби типу Forastero вважають менш якісними, ніж сорт Criollo, вони більше відповідають виробництву молочного шоколаду та є дешевшими завдяки вищій врожайності. Країни Західної Африки зрештою стали домінувати у світовому виробництві какао. Популярність молочного шоколаду та широка доступність молока також сприяли створенню в 1930-х роках нового сорту: білого шоколаду.

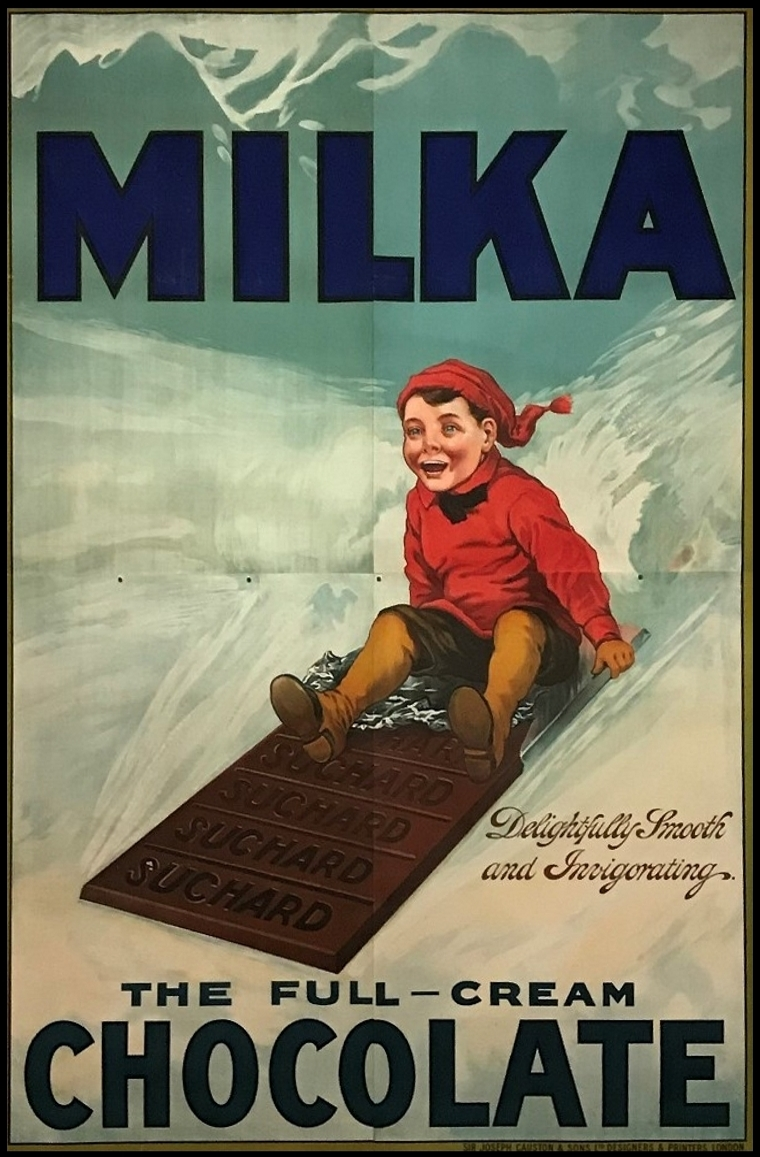
З самого початку молочний шоколад асоціювали з альпійським пейзажем

Протягом десятиліть молочний шоколад стали виробляти у всьому світі. Виникали нові торгові марки. У 1910 році Артур і Джордж Енсор створили перший молочний шоколад у Канаді, використовуючи молоко корів Джерсі.
У той же час розвивалося виробництво бельгійського шоколаду. До 1920-х років лише в Брюсселі було дев'яносто виробників шоколаду.
У 1926 році компанія Мейдзі випустила власну продукцію, вперше виготовлену в Японії.
На більшості ринків серед усіх видів шоколаду найпопулярнішим був молочний. Протягом Другої світової війни молочний шоколад D Ration був непорушним запасом американських солдатів. У той же час виникли нові способи презентації, від різних форм до великої кількості сортів у коробках, що стало характерною рисою бельгійського шоколаду.
Водночас кількість незалежних виробників різко скоротилася. Перші консолідації галузі відбулися в Швейцарії, де в 1899 Nestlé стала найбільшим виробником у країні до 1929 року. Цей процес прискорився в другій половині століття. Протягом останніх трьох десятиліть XX століття в галузі відбулося понад 200 поглинань. До 2001 року більше половини світового ринку шоколаду посідали 17 компаній. До 2013 року чотири провідні виробники, Mondelez, Mars, Nestlé і Ferrero, становили 49 % продажів. У 2015 році компанію Thorntons, британського шоколадного виробника, що за чотири роки до цього виготовила найбільшу шоколадну плитку у світі вагою 5 792,5 кг, поглинула компанія Ferrero .
У 2018 році світовий ринок молочного шоколаду становив 63,2 мільярди доларів. Очікують, що до 2024 року він наблизиться до 73 мільярдів доларів. Найбільше цей продукт споживають у США та Європі, на які припадає понад 80 % світового виробництва. Однак у XXI столітті відбулося розширення на інших ринках. Наприклад, між 2000 і 2013 роками найбільше зростання спостерігали на Близькому Сході та в Африці (де роздрібна вартість зросла на 239 %), Латинській Америці (на 228 %). Навіть у Китаї та Японії, де традиційно споживають мало молока, продажі молочного шоколаду зросли на початку XXI-го століття. Між 1999 і 2003 роками імпорт китайського шоколаду зріс з 17,7 до 50 мільйонів доларів. До 2007 року понад 38 % продажів шоколаду в Китаї становив молочний шоколад. До 2018 року вартість продажів японського шоколаду Meiji наближалася до показників провідних виробників у Європі, а загальний обсяг продажів цієї групи виробників перевищив показник кондитерських виробів Hershey, що вивело американську компанію за межі п'ятірки лідерів.
Незважаючи на те, що наприкінці ХХ століття чорний шоколад знову став відносно популярним, молочний і далі є найпоширенішим і найбільш споживаним типом.

## Поживність
Хоча всі види молочного шоколаду містять какао, молоко та цукор, співвідношення цих інгредієнтів відрізняється в різних країнах і торгових марках. У свою чергу, це впливає на його харчову цінність. Бельгійський шоколад відомий м'яким молочним смаком, а деякі російські марки мають сильний присмак какао. Через високу вартість деякі виробники впроваджують замінники какао-масла, наприклад, кокосову та пальмову олії. Однак існують і нормативні показники. Наприклад, у 1973 році Європейський Союз встановив, що шоколад повинен містити мінімум 35 % сухих речовин какао. Нещодавно в Китаї також запроваджено закон, згідно з яким молочний шоколад місцевого виробництва має містити 25 % какао-масла.
Чорний шоколад вважають кориснішим. Однак у XIX столітті молочний шоколад компанія Cadburys вперше прорекламувала молочний шоколад Sloane's як здорову, особливо для дітей, їжу, що має лікувальні властивості.
Зазначали, що молочний шоколад має низку переваг. Наприклад, вважали, що масло какао зменшує ризик утворення карієсу. Була думка, що шоколад має заспокійливий ефект, зменшує стрес і навіть викликає відчуття, схожі на закоханість. Наукові дані дедалі частіше підтверджують користь шоколаду. Наприклад, за допомогою методу магнітно-резонансної томографії (МРТ) доведено, що споживання шоколаду може знизити ризик серцевих захворювань. Звичайна плитка молочного шоколаду також містить кофеїн, що стимулює нервову систему та забезпечує водний баланс. З іншого боку, наявність кофеїну непокоїть деяких прихильників здорового способу життя. Також шоколад є джерелом поліфенолів, що мають антиоксидантні властивості.

## Виробництво
Молочний шоколад виготовляють з какао, молока і цукру. Основний інгредієнт, какао-боби, вирощують переважно у Південно-Східній Азії, Південній Америці та Західній Африці, зокрема в Кот-д'Івуарі, що постачає 40 % загального світового ринку какао. Після того, як какао-стручки зібрані, насіння, відоме як «боби», видаляють і ферментують, а потім сушать. Потім їх доставляють на переробний завод, очищають і обсмажують. Потім боби подрібнюють, як правило, у два етапи, спочатку в ударному млині для розрідження какао, а потім у кульовому млині. Молочний шоколад зазвичай містить набагато більшу частку какао-масла, ніж та, що природно присутня в тертому какао. На відміну від чорного шоколаду, велику частину знежирених сухих речовин какао замінюють сухими молочними речовинами. Через це какао-масло необхідно виробляти паралельно шляхом поділу тертого какао на какао-масло і какао-порошок.

На наступному етапі працюють з двома іншими ключовими інгредієнтами. Молоко часто додають у вигляді порошку, оскільки надлишок води може пошкодити рідкість шоколаду. Зазвичай використовують жирне сухе або знежирене сухе молоко. Деякі виробники віддають перевагу згущеному молоку, особливо там, де виробництво сезонне. Для створення безлактозного молочного шоколаду використовують замінники, наприклад, рисове молоко. Цукор, основний інгредієнт, додають одночасно з сухим молоком. Також використовують цукровий буряк. Іноді молоко та цукор змішують окремо перед додаванням до рідкого тертого какао та какао-масла. Потім рідкий шоколад розливають у форми та формують плитки або інші форми.

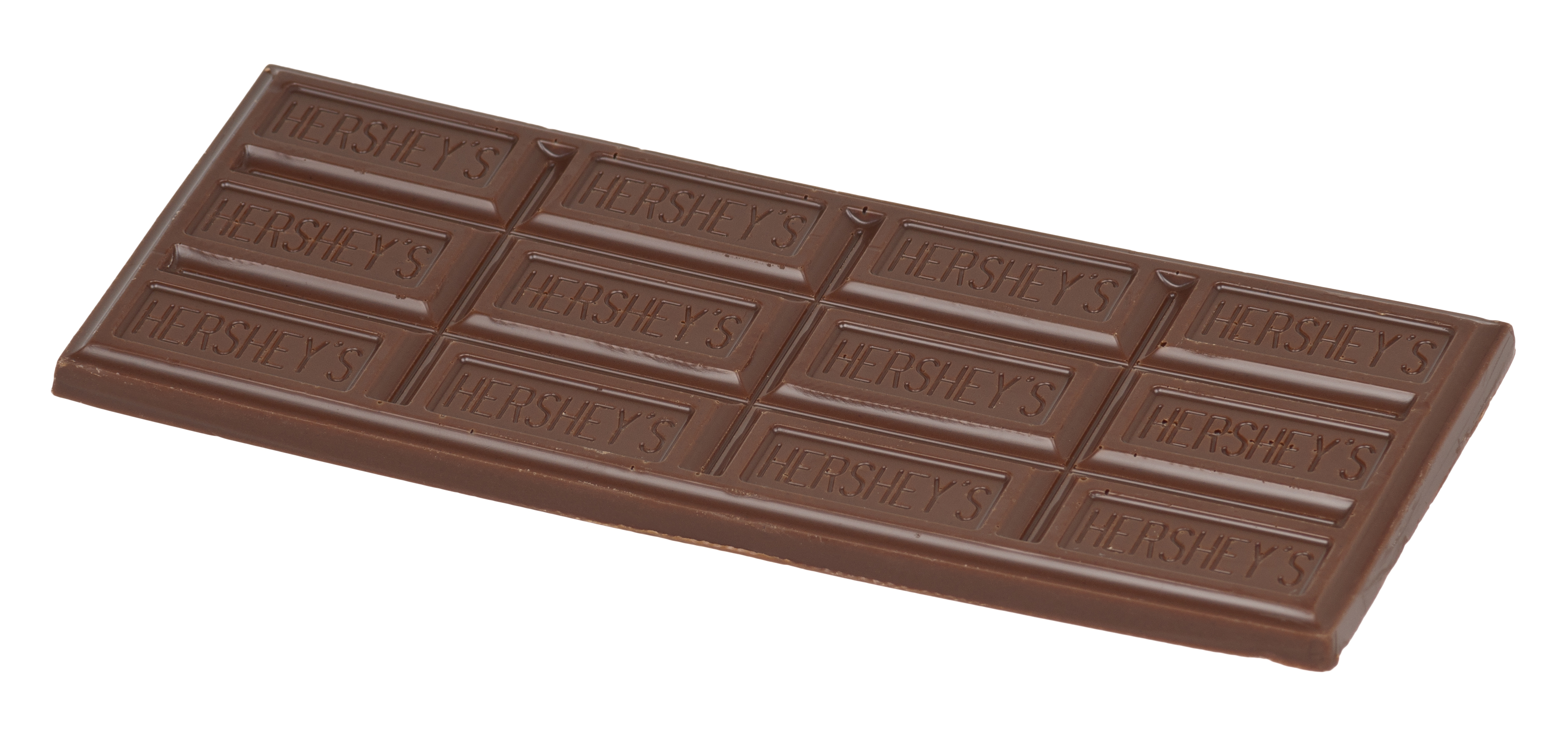
Плитка шоколаду Hershey
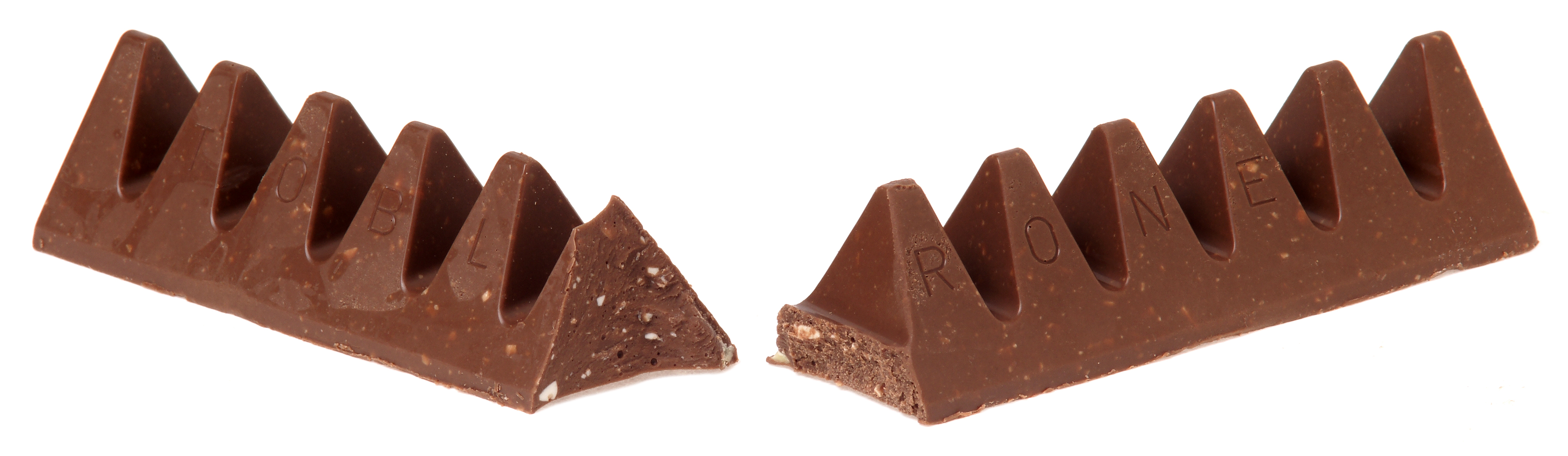
Батончик Toblerone
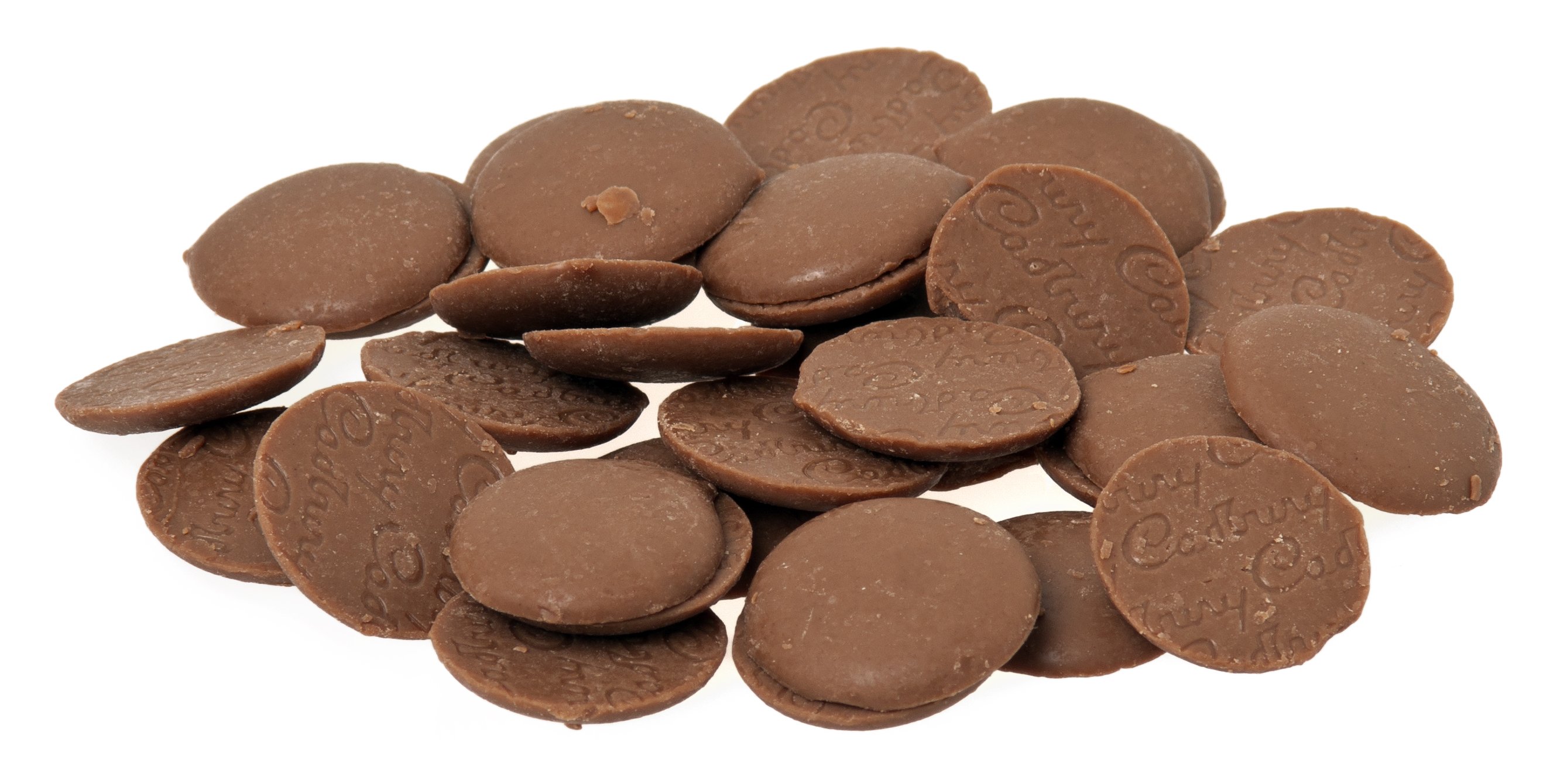
Шоколадні гранули Cadbury Dairy Milk Buttons

## Плитки шоколаду з додатковими інгредієнтами

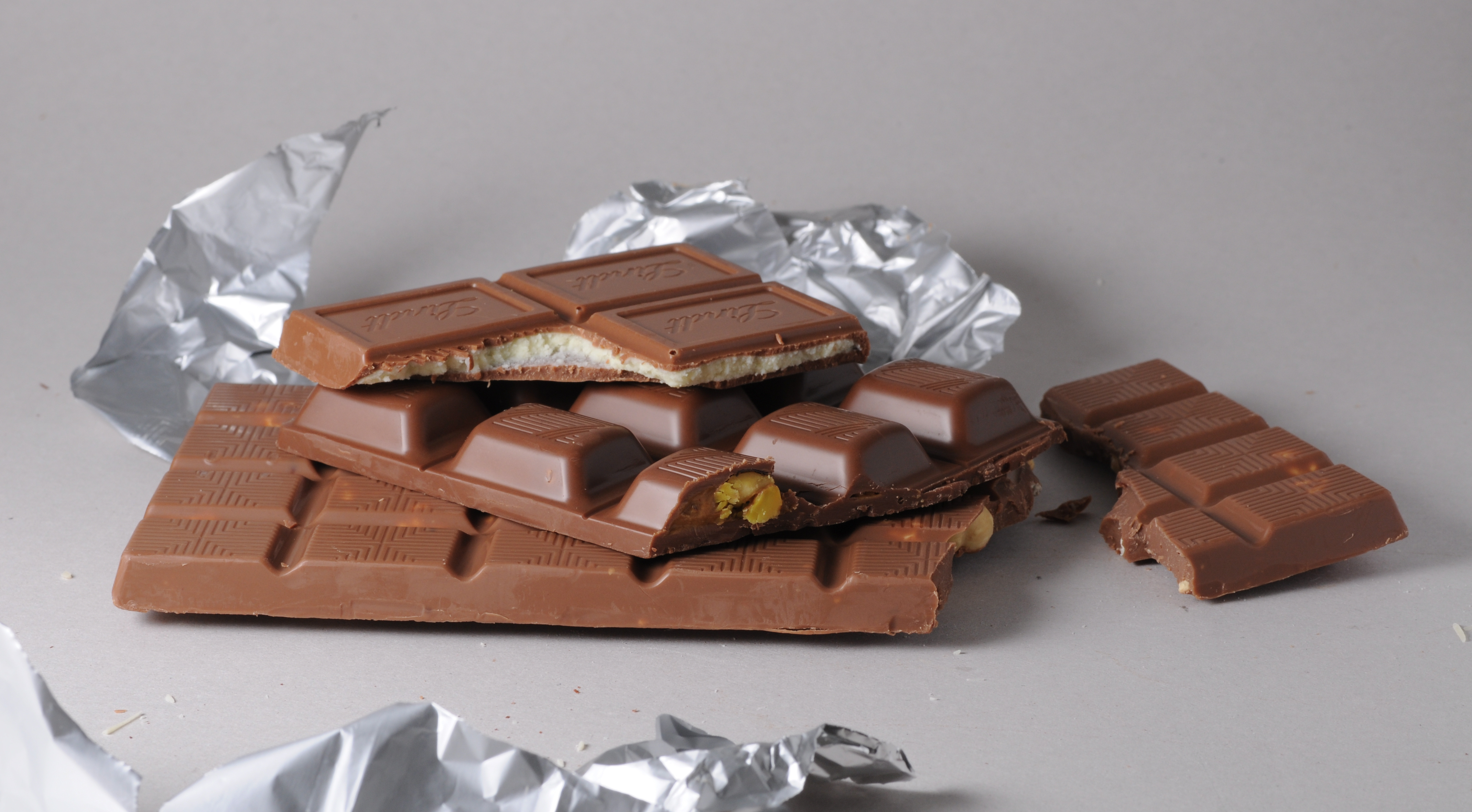
Різноманітність плиток молочного шоколаду, що містять додаткові інгредієнти

На початку ХХ століття почали виробляти солодощі, де молочний шоколад поєднували з іншими інгредієнтами. У 1904 році компанія Cailler почала виготовляти Branche, батончик із праліне. Інші швейцарські шоколатьє, Теодор Тоблер і Еміль Бауман, у 1908 році почали виробляти Toblerone, що містив мигдаль, мед і нугу. У США до шоколадних батончиків Goo Goo додавали карамель, зефір та арахіс. Незабаром, у 1914 році, у Великій Британії з'явився батончики Fry's Turkish Delight. У 1917 році компанія D. L. Clark представила перший комбінований батончик Clark Bar. У 1920 році Отто Шнерінг з компанії Curtiss Candy створив батончик Baby Ruth, що був найпопулярнішим у США до 1925 року. Невдовзі після цього виникли ще два бренди, що стали глобальними виробниками: Mars Bar у 1932 році, а через три роки Rowntree представила Kit Kat. До 2014 року щосекунди вживали 650 батончиків Kit Kat. Комбіновані батончики стали домінувати на кондитерському ринку. У 2018 році їх продажі перевищили 140 мільярдів доларів.